# اريك وارد (لاعب كرة قدم أمريكية)
اريك وارد (بالإنجليزية: Eric Ward)‏ هو لاعب كرة قدم أمريكية أمريكي، ولد في 24 يوليو 1990 في لوس أنجلوس في الولايات المتحدة.